# Silex and the City, le film
Pour plus de détails, voir Fiche technique et Distribution.
Silex and the City, le film est un film d'animation français réalisé par Jul et Jean-Paul Guigue et sorti en 2024.

## Synopsis
Dans le monde préhistorique où vit la famille Dotcom, Web tente de convaincre son père Blog de l’autoriser à aller à une des boites de nuit les plus sélect de la Valée, en compagnie de son amie Ève et de son amant Rahan de la Pétaudière; avant finalement de décider de faire le mur. Mais y faisant une allergie au lichen, elle tombe dans le coma, ce dont son père ne se désole pas. Celui-ci décide alors d’aller voir un shaman pour ramener sa fille dans le monde parallèle dans lequel le coma l’a-pense t’il-plongé. En mâchonnant des champignons tandis que le shaman pratique une danse incantatoire, Blog se retrouve dans l’univers ou Web est retenue prisonnière !
L’univers en question se révèle être notre monde actuel, et les deux protagonistes se retrouvent dans un magasin de meuble suédois, où ils sont pris pour un couple de designers et reçus en grande pompe. Les hommes préhistoriques arrivent tout de même à s’enfuir et à retourner dans leur monde, Blog ayant en poche une clé coudée qu’il avait piqué quelques minutes auparavant. Là-bas, ils sont convaincus d’avoir été transportés dans le futur, mais personne ne les croit, jusqu’à ce que Blog retrouve la clé ! La Vallée entière se prend d’interêt pour l’objet ramené du futur, qui permet à certains de créer l’écriture, mais entraine également la formation de mouvements religieux ou national-socialiste. La famille de Web est sceptique devant ces évolutions, la jeune fille car l’ayant éloignée de Rahan, et Spam, la mère, ne voyant pas en quoi tout ça représente un progrès. La famille décide alors de voler la clé, ce qu’ils réussissent à faire grâce à un ami, Werter, puis de la jeter dans le volcan. Ils sont pourtant rattrapés au dernier moment par la foule en colère, qui décide de les bruler au bucher en représailles. Apparait alors in-extremis le PDG du magasin de meubles, informant les habitants de la Vallée que la clé coudée étant une marque déposée, ils doivent payer plusieurs trilliards pour l'utilisation forcenée de celle-ci. Devant l’attitude horrifiée des hommes préhistoriques et des autres espèces devant la somme à payer, il accepte finalement de passer l’éponge s’ils détruisent toute allusion à cette clé, ce qu’ils font sans plus tarder : la famille Dotcom est sauvée, et le monde reprend son cours normal, en dehors de toute évolution. 

## Fiche technique
- Titre : Silex and the City, le film
- Réalisation : Jul et Jean-Paul Guigue
- Scénario : Jul et Jean-Paul Guigue
- Musique : Antoine Berjeaut et Emmanuel d'Orlando
- Photographie : Dries De Clercq
- Son : Sylvain Rety
- Montage : Jean-Paul Guigue
- Décors :
- Costumes :
- Production : Franck Ekinci, Olivier Père, John Engel, Marc Jousset et Marie Queffeulou
- Société de production : Arte France, Je Suis Bien Content, Left Field Ventures
- Société de distribution : Urban Sales et Haut et Court
- Pays de production :  France
- Langue originale : français
- Format :
- Genre : Comédie, animation
- Durée : 80 minutes
- Dates de sortie :
  - France : 
    - 15 mai 2024 (Cannes)
    - 11 septembre 2024 (en salles)

## Distribution
- Guillaume Gallienne : Chaman
- Clément Sibony : Rahan de la Pétaudière
- Frédéric Pierrot : Caro de la Pétaudière
- Michel Vuillermoz : Julius
- Amélie Nothomb : Diane de Brassempouy
- Frédéric Beigbeder : Bonobo toxico
- Augustin Trapenard : le directeur d'école
- Léa Salamé : Léa Salamandre
- Denis Ménochet : Dr Poulpot
- Sophia Aram : Vanina Giacometti
- Lison Daniel : Mme Berthinot et Guenon de Jéhovah
- Alex Vizorek : le National-Darwiniste et l'étudiant à Sciences-Peau
- Agnès Hurstel : Lémurielle
- Émilie Aubry : Charlotte Guenon et Hippie
- Ophélia Kolb : Eve
- Raphaël Quenard : Physio facho
- Océan : Bactérianne et le cannibale tatoué
- Félix Moati : un professeur de Sciences-Peau
- Franck Ekinci : Blog
- Noémie de Lattre : Spam
- François Hollande : la première Bactérie
- Julie Gayet : la deuxième Bactérie
- Crystal Shepherd-Cross : Mme Finkelstein
- Bruno Solo : Jean-Vincent et le lézard narquois
- Léa Drucker : Loren
- Stéphane Bern : le commissaire d'expo
- Nina Meurisse : une élève et une esthète
- Pierre Larrouturou : le lézard candide
- Jul : père Lémurio

## Sélections
Le film apparaît en compétition au Festival d'Annecy 2024. Il est projeté au Festival de Cannes 2024 dans le cadre du Cinéma de la plage.